# کوه تاکانوسو

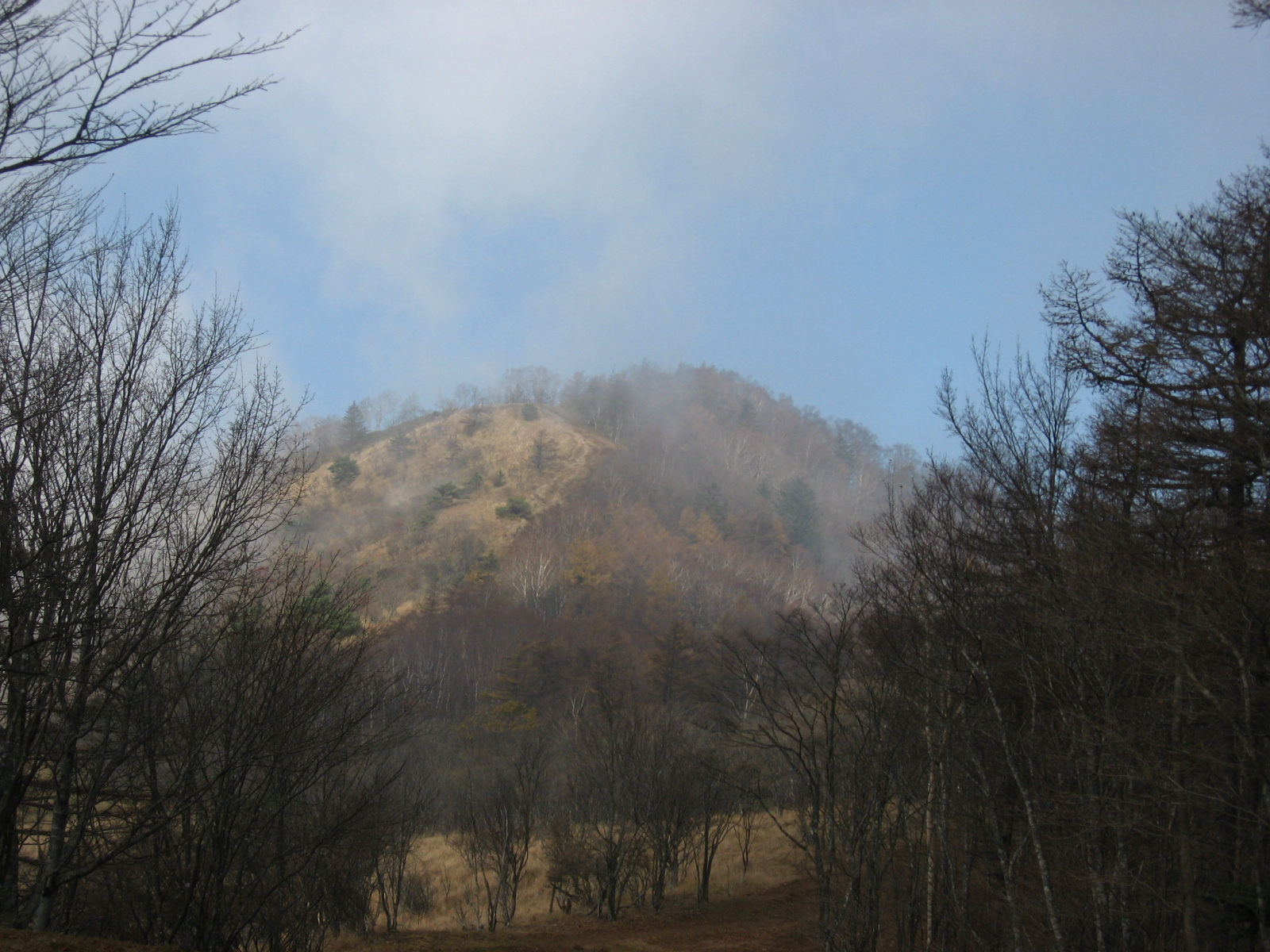
کوه تاکانوسو.

کوه تاکانُوسو (به ژاپنی: 鷹ノ巣山 Takanosu) یکی از کوه‌های منطقه تامای توکیو در ژاپن است. ارتفاع این کوه ۱۷۳۶ متر است. این کوه یکی از کوه‌های اوکوتاما محسوب می‌شود. 

## دسترسی به کوه
ابتدا باید با استفاده از قطارهای جی‌آر، به آخرین ایستگاه خط اومه، یعنی ایستگاه اوکوتاما رسید. سپس از آنجا برای رسیدن به نقطه شروع مسیر در ایستگاه اتوبوس مینه‌دانی «峰谷バス亭»　می‌توان از اتوبوس استفاده کرد. راه بازگشت به ایستگاه اتوبوس میزونه  «水根バス亭» که با اتوبوس ۱۵ دقیقه با  ایستگاه اوکوتاما فاصله دارد، ختم می‌شود. طول این مسیر ۱۴٬۵ کیلومتر است و طی کردن آن ۷ ساعت طول می‌کشد. 

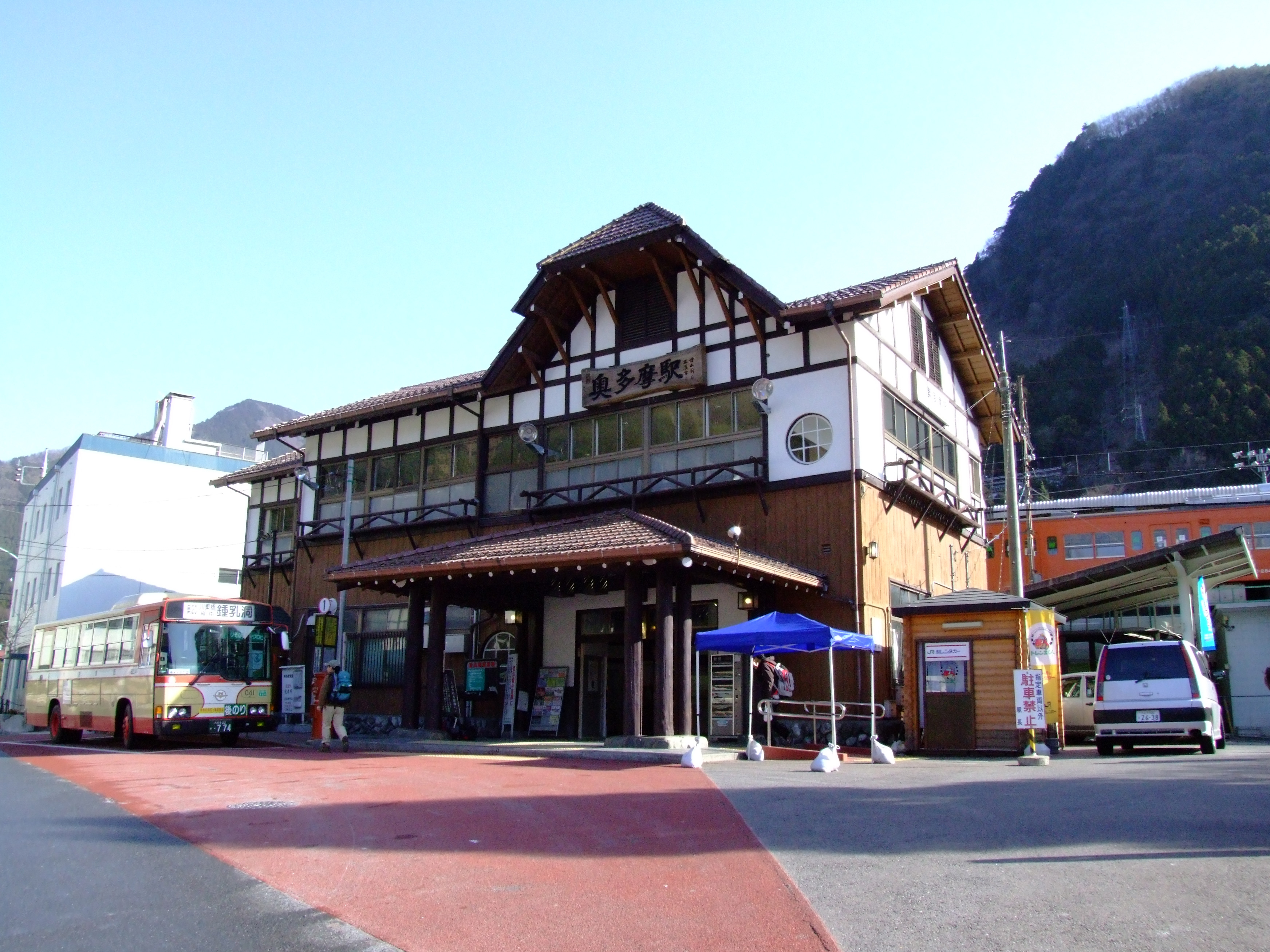
ایستگاه قطار اوکوتاما.
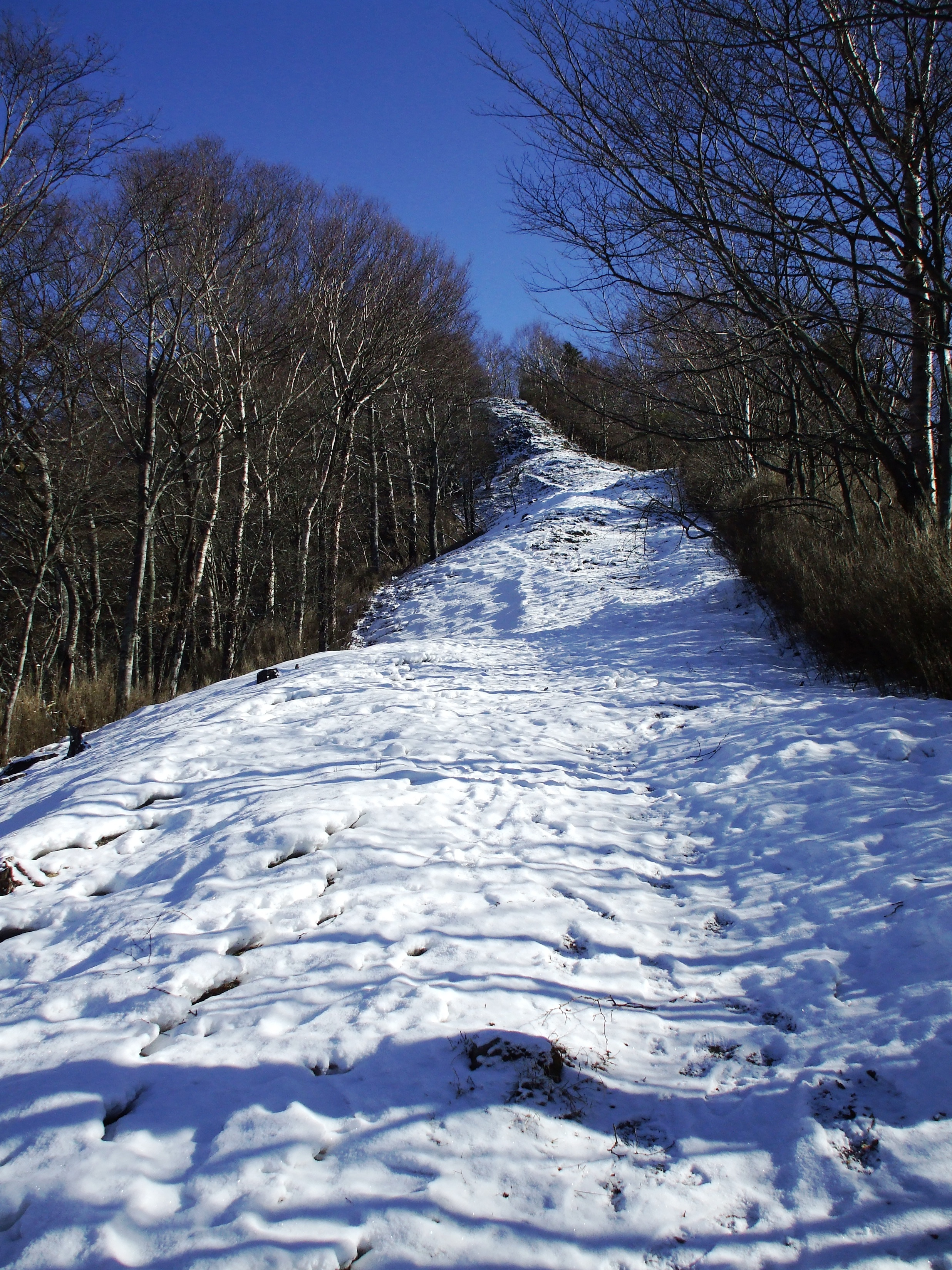
کوه تاکانوسو.
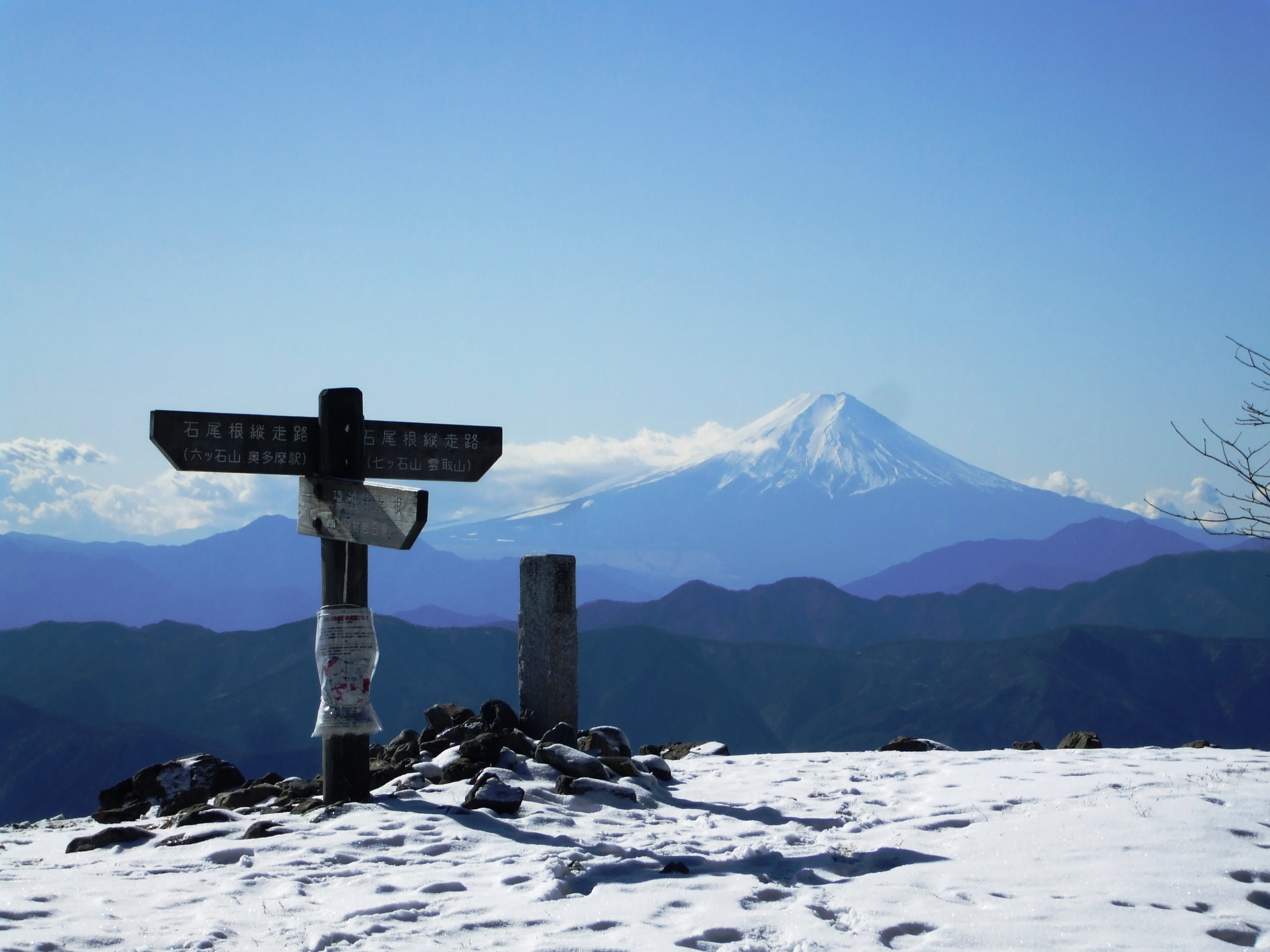
قله تاکانوسو.